# Ferenc Fejtő
Ferenc Fejtő (em francês: François Fejtő; Nagykanizsa, 31 de agosto de 1909 – Paris, 2 de junho de 2008) foi um jornalista e cientista político húngaro naturalizado francês, especializado na Europa Oriental.

## Biografia
Ele nasceu em Nagykanizsa em uma próspera família judia húngara de livreiros e editores. Após a queda do Império Austro-Húngaro, vários membros de sua família tornaram-se cidadãos iugoslavos, italianos, tchecoslovacos e romenos.
Ele estudou literatura nas universidades de Pécs e Budapeste, ao lado de estudantes eslavos, alemães e italianos. Em 1932, foi condenado a um ano de prisão por organizar um grupo de estudos marxista. Em 1934, inscreveu-se no Partido Social-democrata, onde contribuiu para o diário Népszava e para a revista Szocializmus. Em 1935, junto com o poeta Attila József e o publicitário Pál Ignotus, fundou o jornal literário antifascista e antiestalinista Szép Szó. Ele publicou Sartre, Mounier e Maritain. Em 1938, após uma sentença de seis meses de prisão por um artigo que criticava a postura pró-alemã do governo, ele trocou a Hungria pela França. Durante a Segunda Guerra Mundial, ele participou da Resistência Francesa.
Em 1945, François Fejtő chefiou o departamento de imprensa da embaixada húngara em Paris. Ele renunciou ao cargo em protesto contra a condenação de seu amigo de longa data, László Rajk, e cortou todos os vínculos com a Hungria. Ele voltou ao seu país natal apenas uma vez, para o funeral nacional de Imre Nagy em 1989.
Após a guerra, Fejtő compareceu ao Congrès des intellectuels pour la liberté, ao lado de Raymond Aron, François Bondy e David Rousset. A publicação em 1952 de seu livro Uma História das Democracias Populares (traduzido em dezessete línguas e reeditado várias vezes) rendeu-lhe a desconfiança de várias personalidades ligadas ao Partido Comunista Francês.
Entre 1944 e 1979, trabalhou na Agence France-Presse como jornalista, comentando eventos do Leste Europeu. Adquiriu a cidadania francesa em 1955. Entre 1972 e 1984, lecionou no Institut d'études politiques de Paris. Em 1973, um júri presidido por Raymond Aron concedeu-lhe o título de Docteur ès Lettres por sua produção literária.
François Fejtő dedicou a maior parte de sua carreira jornalística e literária ao estudo dos regimes da Europa Oriental. 
Ele também contribuiu para várias revistas e jornais franceses e não franceses, incluindo Esprit, Arguments, Contre-Point, Commentaire, Le Monde, Le Figaro, La Croix, Il Giornale, La Vanguardia, Magyar Hírlap e The European Journal of International Affairs.
François Fejtő continua sendo uma das grandes figuras intelectuais europeias do século XX. Com sua morte, a Hungria declarou um período de luto nacional.